# 格拉尼特縣 (蒙大拿州)
格拉尼特縣（英語：Granite County）是美國蒙大拿州西部的一個縣。面積4,489平方公里。根据美國2000年人口普查，共有人口2,830人。治所菲利普斯堡（Philipsburg）。
成立於1893年3月2日。縣名的意思是「花崗岩」，是縣內一座山嶺的名稱，以出產銀著名。